# Madona z Března u Chomutova

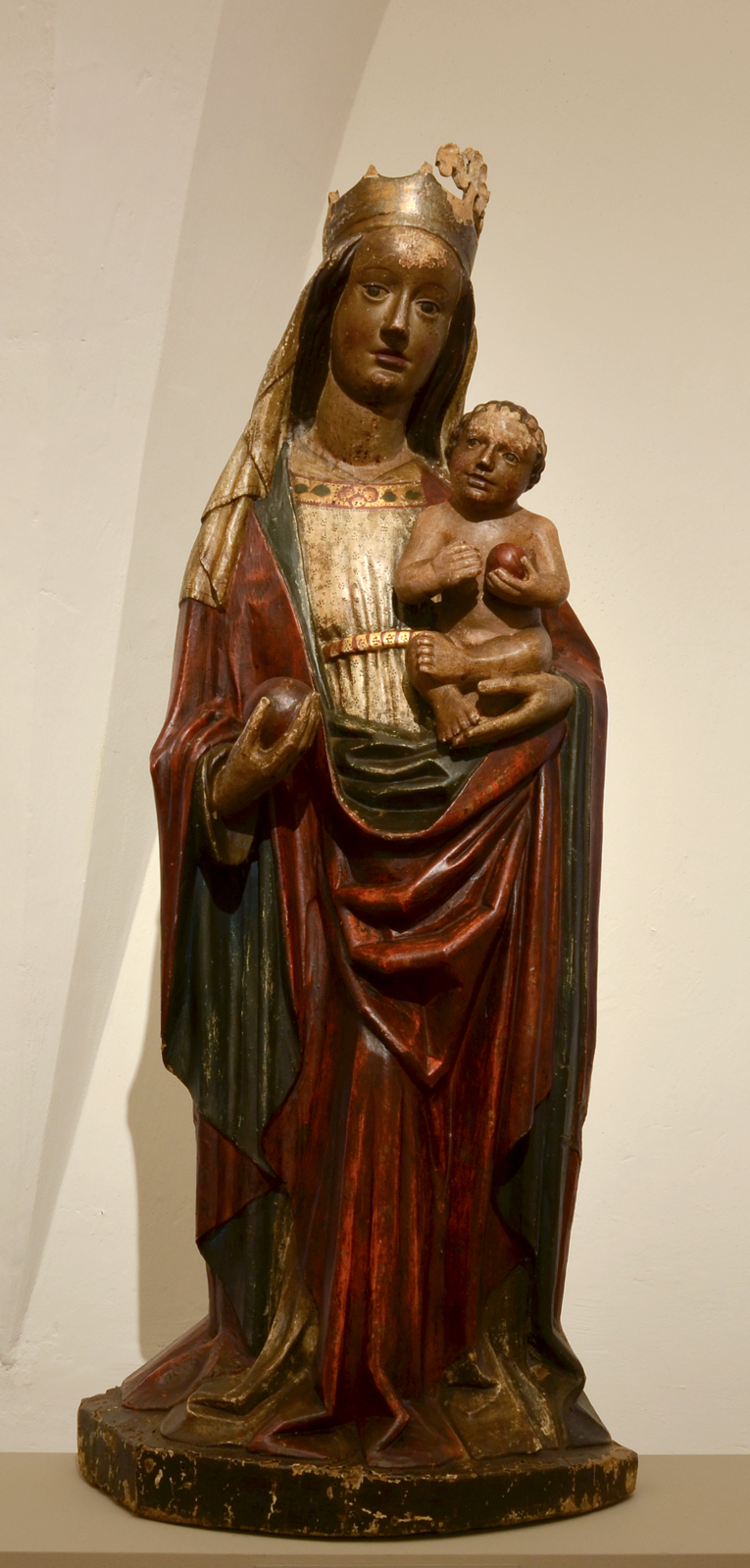
Madona z Března u Chomutova (1450-1470)

Madona z Března u Chomutova (kolem 1450) je pozdně gotická socha představující první a nejvýznamnější příklad tzv. třískovitého slohu v Čechách. Od roku 1999 je vystavena ve stálé expozici Oblastního muzea v Chomutově.

## Původ sochy
Madona nejspíše pochází ze skříně středověkého oltářního retáblu gotického farního kostela sv. Petra a Pavla v Březně, zmiňovaného poprvé roku 1369. Podle legendy z 19. století ji mezi lety 1632-1637 nalezl s krvavými znameními farář Jakob Meyer v jámě, kam ji roku 1421 vhodili husité při dobývání obce a vyplenění kostela. Socha však vznikla až po skončení husitských válek a legenda je nepravdivá. 
V Březně u Chomutova je socha doložena od roku 1655, kdy se nacházela ve hřbitovní (tzv. horní nebo velké) kapli Bolestné Panny Marie. Odtud byla přenesena do nového barokního kostela sv. Petra a Pavla v Březně, postaveného v letech 1740-1763. V době baroka se socha těšila velké úctě a od roku 1669 jsou zmiňovány každoroční poutě k Madoně, které přetrvaly až do 20. století. Z roku 1686 pochází závěsný obraz zobrazující sochu Madony z Března v ambitu františkánského kláštera v Hájku u Červeného Újezdu.

## Popis
Socha z lipového dřeva, výška 118 cm, šířka 48,5 cm, hloubka 24,5 cm, na zadní straně vyhloubená, s nepůvodní polychromií. Socha nebyla restaurována.
Milostná Madona z Března je zobrazena jako korunovaná Panna Marie, držící v pravé ruce královské jablko. Ježíšek, posazený ne její levé ruce, rovněž drží v levé ruce jablko a pravou na něj ukazuje. Oba atributy jsou symbolem vykoupení prvotního hříchu a představují Marii jako druhou Evu a Ježíška jako Adama. Marie má oválnou tvář s klenutým čelem, výrazné mandlovité oči, silný nos, plná smyslná ústa, silnou bradu a dlouhý krk. Rovné vlasy lemuje zplihlá rouška a spíná vysoká koruna.
Socha Panny Marie vyrůstá ze širokého oválného podstavce a objem její štíhlé postavy je rozveden do šířky nařasením pláště. Prohnutí těla je pouze naznačeno nakloněním hlavy směrem k dítěti a předsunutím pravé volné nohy. Spodní přepásaný šat je zřasen vertikálně a dekolt na prsou je zvýrazněn zlacením. Plášť je veden z pravého ramene a před tělem ohrnut na rub a nařasen. Pod prověšením na přední straně jsou tři zalamované mísovité záhyby s ostrými hranami, s hlubokým vrypem v horním záhybu. Zbytek pláště je zřasen vertikálně a nad podstavcem vícekrát zalomen. Vertikální trubkovité záhyby pod pravým loktem jsou tvrdě zalamované a pod levou rukou v dolní části přecházejí ve zplihlý kaskádovitý závěs.

## Slohové zařazení
Albert Kutal uvádí Madonu z Března jako typický příklad odklonu od idealizované a dynamické formy krásného slohu směrem  k znehybnění kompaktního jádra sochy a jeho srůstání s drapérií, která je členěna jen na povrchu krátkými lámavými liniemi. S Madonou z Března se poprvé v české gotické plastice objevuje styl označený Josefem Opitzem jako "lámaný" nebo "třískovitý" (Knitterstil),  původem z Horního Bavorska, s počátky v dílně tzv. Mistra Madony ze Seonu. K nejvýraznějším příkladům tohoto slohu patří Madony z Inzersdorfu a Ranoldsbergu z doby kolem roku 1430. Tato obecnější stylová proměna měla v severozápadních Čechách svůj vlastní vývoj.  
Nový styl se týká pojednání drapérie, jinak sochy v typice tváří stále navazují na "kočičí" typ krásných madon. Kromě tendence k rozvinutí objemu do šířky se někdy projevuje i opačná tendence k větší štíhlosti a v důrazu na propracování pohybu a prohnutí, které lépe respektují přirozenou organiku těla. Na Madonu z Března navazuje mladší Madona z Boče, která celou skupinu obohacuje novým typem Mariiny tváře i větším prohnutím zad a předsazením volné nohy při zachování plného tělesného objemu. Michaela Ottová Madonu z Března zařadila jako nejvýznamnější představitelku tohoto slohu do širšího souboru děl z dílny hypotetického Mistra Madony z Března. V jeho dílně, která sídlila v Chomutově nebo v Kadani, podle ní vznikly i Assumpty z Račic a Bystřice a Assumpta prof. Müllera.

### Příbuzná díla
- Madona z Boče (roku 1991 odcizená, později nalezena a vrácena do Oblastního muzea v Chomutově, od roku 1997 nezvěstná)[5]
- Pieta z Flájí (50.-30. léta 15. stol.)[6]
- Assumpta z Račic (kolem 1440)[7]
- Assumpta z Bystřice u Kadaně (30.-40. léta 15. stol.)[8]
- Assumpta profesora Müllera (nezvěstná)[9]
- Světice z Vysoké u Chomutova (nezvěstné)[10]
- Madona z Inzersdorfu
- Madona z Ranoldsbergu

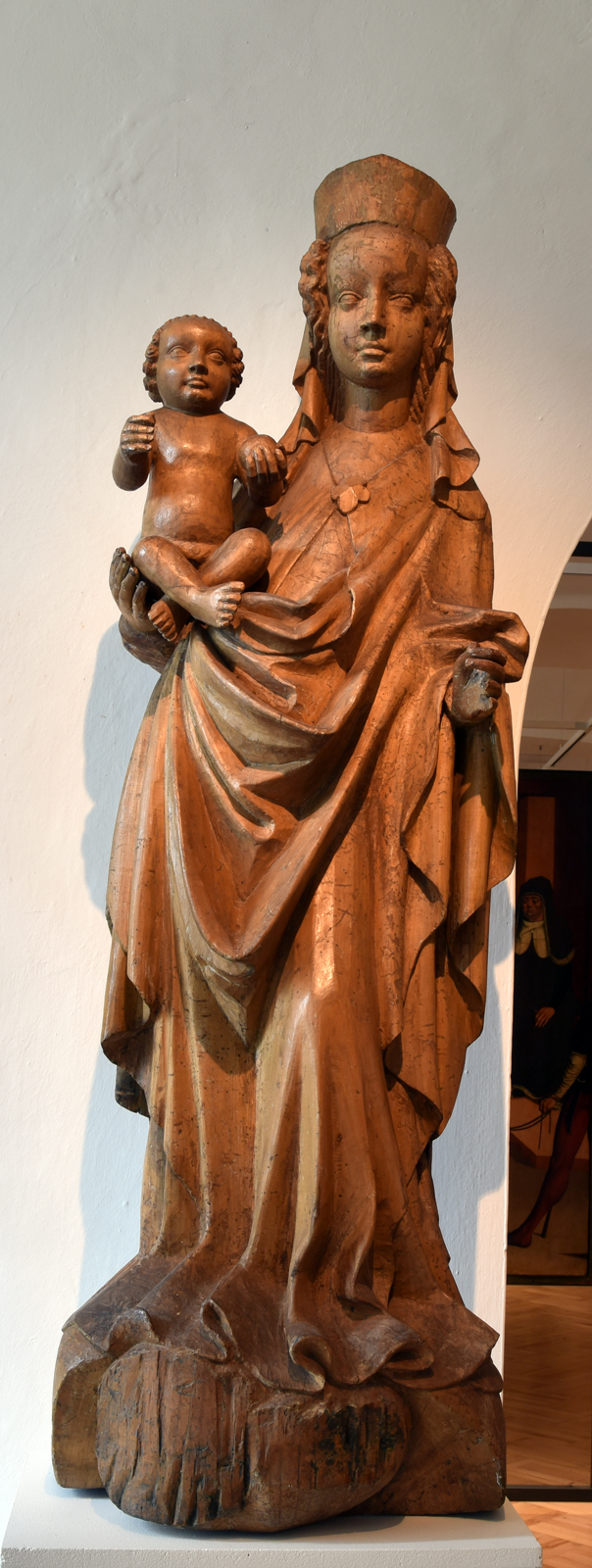
Asumpta z Račic (30. léta 15. stol.)
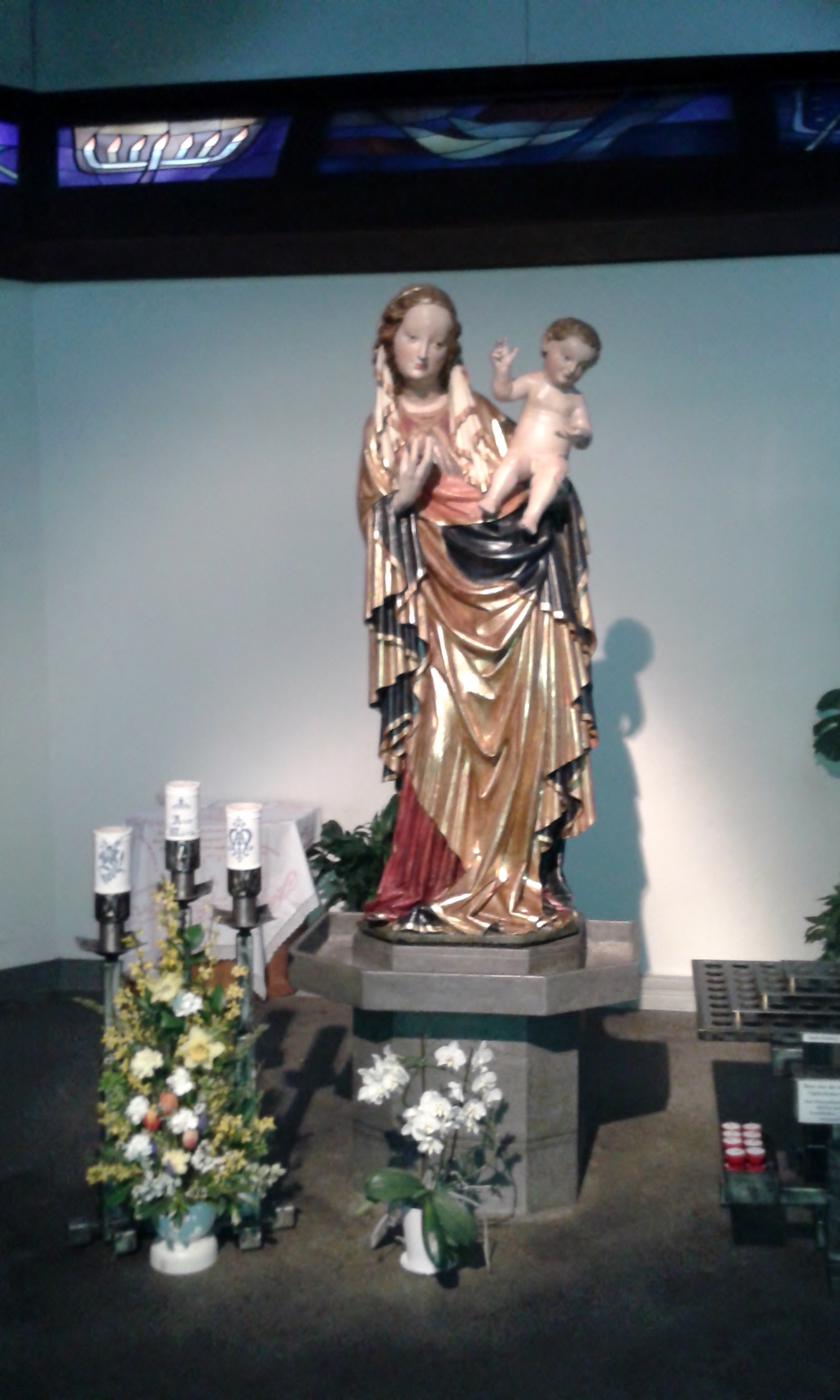
Inzersdorf Kremstal Marienkirche Madonna Meister von Seeon, 1430
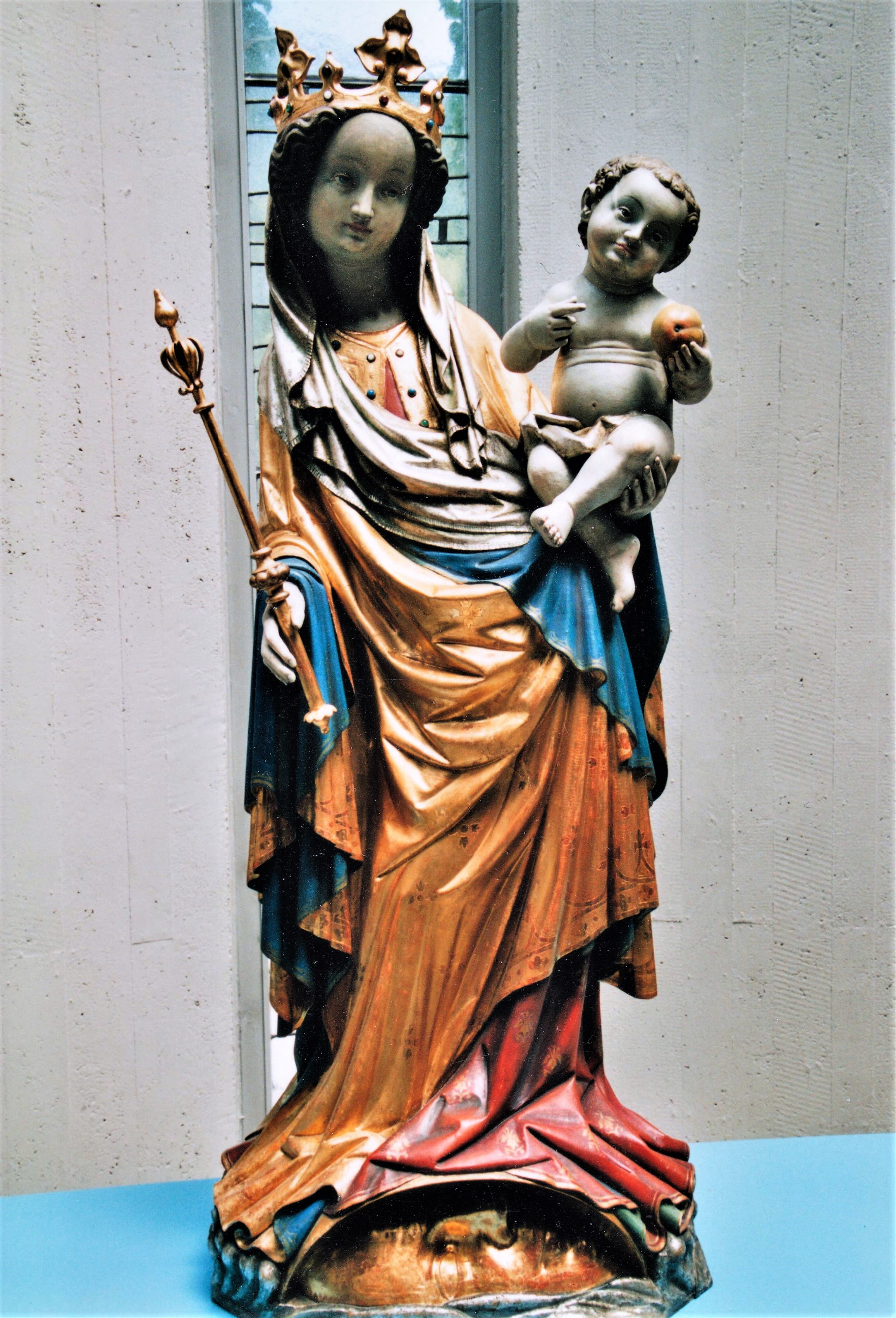
Mariä Himmelfahrt (Ranoldsberg), 1435